# VXガス
VXガス（ヴィーエックス・ガス、VX、O-エチル-S-（2-ジイソプロピルアミノエチル）メチルホスホノチオラート）とは猛毒の神経剤（V剤）の一種。サリンなどと同様、コリンエステラーゼ阻害剤として作用し、人類が作った化学物質の中で最も毒性の強い物質の一つといわれる。（ノビチョクはその5 − 8倍の強度）1994年のオウム真理教のテロ事件でも使われた。
- 致死量
  - 大気中濃度: 0.1 [mg・min/m3]。
  - LD50: 15 [μg/kg]（ラット、呼気）

琥珀色をした油状の液体で、揮発性は低く、無味無臭である。また、濃度や温度にもよるが、粘着性を持つとされ、エアロゾル（霧）を毒ガスとして使用する。水への溶解度は約3である。
1952年にイギリスで合成された。揮発性（蒸気圧）が低いため残留性が高く、そのうえ、サリンなどと異なり化学的安定性も高いので、温帯の気候においては、散布から1週間程度は効果が残留するとされる。
呼吸器からだけでなく、皮膚からも吸収されて毒性を発揮するため、ガスマスクだけでは防護できない。また、親油性が高く、水で洗浄しただけでは取り除けないため、安全な状態にするためには化学洗浄が必要である。木材や皮、布などに付着した場合には長期間毒性を維持したまま留まるため、VXガスに汚染された物に触れただけでも危険である。例としてオウム真理教が引き起こした会社員VX殺害事件では1ミリリットル程度のVX溶液で死に至った。

## 歴史
- 1952年：ラナジット・ゴーシュ (Ranajit Ghosh) によってイギリスのポートンダウン (Porton Down) にある政府研究施設で発明。
- 1956年：イギリスは化学・生物兵器を廃棄したため、VXガスもこの時に廃棄された。
- 1958年：イギリス政府は、核兵器に関する情報と引きかえに、アメリカへVXの研究資料を渡した。
- 1961年 -：アメリカ軍は、ロッキーマウンテン兵器工場でVXガスの大量生産に入った。
- 1960年代初期：VXガスを散布するM23化学兵器地雷、約100,000個が製造される。
- 1967年：アメリカでも化学兵器の廃棄が行われ、7,380発のVX弾頭が貨物船に積まれたままニュージャージー沖に沈められた。
- 1969年7月18日、アメリカ合衆国による沖縄統治下にあった（琉球政府）美里村の知花弾薬庫（現・沖縄県沖縄市の嘉手納弾薬庫地区）内の「レッド・ハット・エリア」でVXガス放出事故が起き、アメリカ軍人ら24人が病院に収容された。
- 1994年8月 - 9月頃：オウム真理教の土谷正実が合成に成功。教団内で「神通」「神通力」と呼ばれていた。
- 1994年10月： オウム真理教による滝本太郎弁護士VX毒殺未遂事件発生。
- 1994年12月2日：オウム真理教による駐車場経営者VX襲撃事件発生。
- 1994年12月12日：オウム真理教による会社員VX殺害事件発生。
- 1995年1月4日：オウム真理教によるオウム真理教被害者の会会長VX襲撃事件発生。
- 1997年4月29日：化学兵器禁止条約 (Chemical Weapons Convention; CWC) が発効し、使用のみならず、製造・保有も禁じられた。2015年10月現在、同条約署名済み未批准国はイスラエル、未署名国はエジプト・南スーダン・北朝鮮[5]。
- 2017年2月13日：金正男暗殺事件がクアラルンプール国際空港で発生。マレーシア警察の解剖結果により、殺害にVXガスが使用されたことが判明[6]。オウム真理教の元幹部であり、死刑確定者 (2018年執行) の中川智正がマレーシア警察から日本国政府を通じて、中毒症状について照会を受ける[7]。

## 製造法
VXガスはエステル交換反応を通して得られる。
三塩化リンをメチル化することでメチル亜ホスホン酸二塩化物とし、これにエタノールを作用させメチル亜ホスホン酸ジエチルとする。N,N-ジイソプロピルアミノエタノールを作用させることでエステル交換反応によりイソプロピルアミノエチルメチル亜ホスホン酸エステル (QL) とする。最後に、この前駆体を硫黄と反応させて70 ℃以上で加熱すると、チオホスホン酸から異性化が起きVXガスが得られる。

## 加溶媒分解
他の有機リン系神経ガスのように、VXガスは PAM（プラリドキシムヨウ化メチル）のような強い求核原子反応によって破壊され、解毒される。
VXガスで汚染された物を洗浄するには、加溶媒分解を利用した二種類の方法がある。
1つは水酸化ナトリウム (NaOH) の濃厚水溶液を使用する方法で、VXガスと反応すると P-O 結合と P-S 結合が切れて毒性の低い化合物に分解される。
もう1つは過酸化水素 (H2O2) を使用する方法で、VXガスと反応すると P-O 結合が切れて2つの化合物に分解されるが、分解物はEA-2192と呼ばれる物質であり、強い毒性を保持している。しかし、不安定な物質であるため、太陽光に晒して自然分解を待つことで、無毒化できる。
| P-S切断 | P-O切断 |
| --- | --- |
| | |
| 水酸化ナトリウムは、2つの方向でVXと反応する。 それはVXのP-S結合を切り離すことができる。 そして、2つの毒性の低い物質となる。 | 過酸化水素と反応すると、 P-O結合が切れて2つの化合物に分解されるが、 赤字で示されている側はEA-2192と呼ばれる物質であり、 強い毒性を保持している。 |

## 治療薬
- プラリドキシムヨウ化メチル（PAM）
- アトロピン

## フィクションにおける扱い
1996年のアメリカ映画『ザ・ロック』では、テロを企てる海兵隊の武器として、この液体を内蔵したミサイルが登場した。この映画の中では「このガスを少しでも吸い込んだり、皮膚に付着すると、すぐさま全身を激しい痙攣が襲い、内臓を吐き出す」、「スプーン1杯で半径500メートル以内にいる人間を殺すことができる」など、テロや化学兵器の脅威を説くため、いささか誇張・演出的な表現で紹介されていた。また劇中では球状のガラス製カプセルに封入されていたが、実際はステンレス製カプセルに封入される。
アメリカのテレビドラマ『24 -TWENTY FOUR-』では、「セントックスVX」と称された神経ガスがアメリカ合衆国本土に対して使われるというテロ計画がエピソードの中に存在する。このエピソードでもセントックスVXを天然ガスのパイプラインを通して散布することにより、およそ20万人を殺害できるとされていた。
真船一雄の漫画『K2』では、世界で唯一健常に成長した「パーフェクト・クローン」である黒須一也が医療を否定するロシアのカルト集団『ストロージ・ジーズニ』に襲撃されてVXガスを塗布され、殺害されかけている。幸いにも一也護衛のために遣わされていたエージェントであるビクトル・アントノフが応急処置としてアトロピンとPAMを投与。塗布されたVXガスそのものを水酸化ナトリウムで中和したことで一命は取り留めている。